# Coosella
Coosella es un género extinto de una clase bien conocida de fósiles marinos de la familia de los artrópodos, los trilobitas. Vivió hace 500 millones de años hasta los 490 millones de años durante el período Cámbrico tardío .